# Flamine marziale

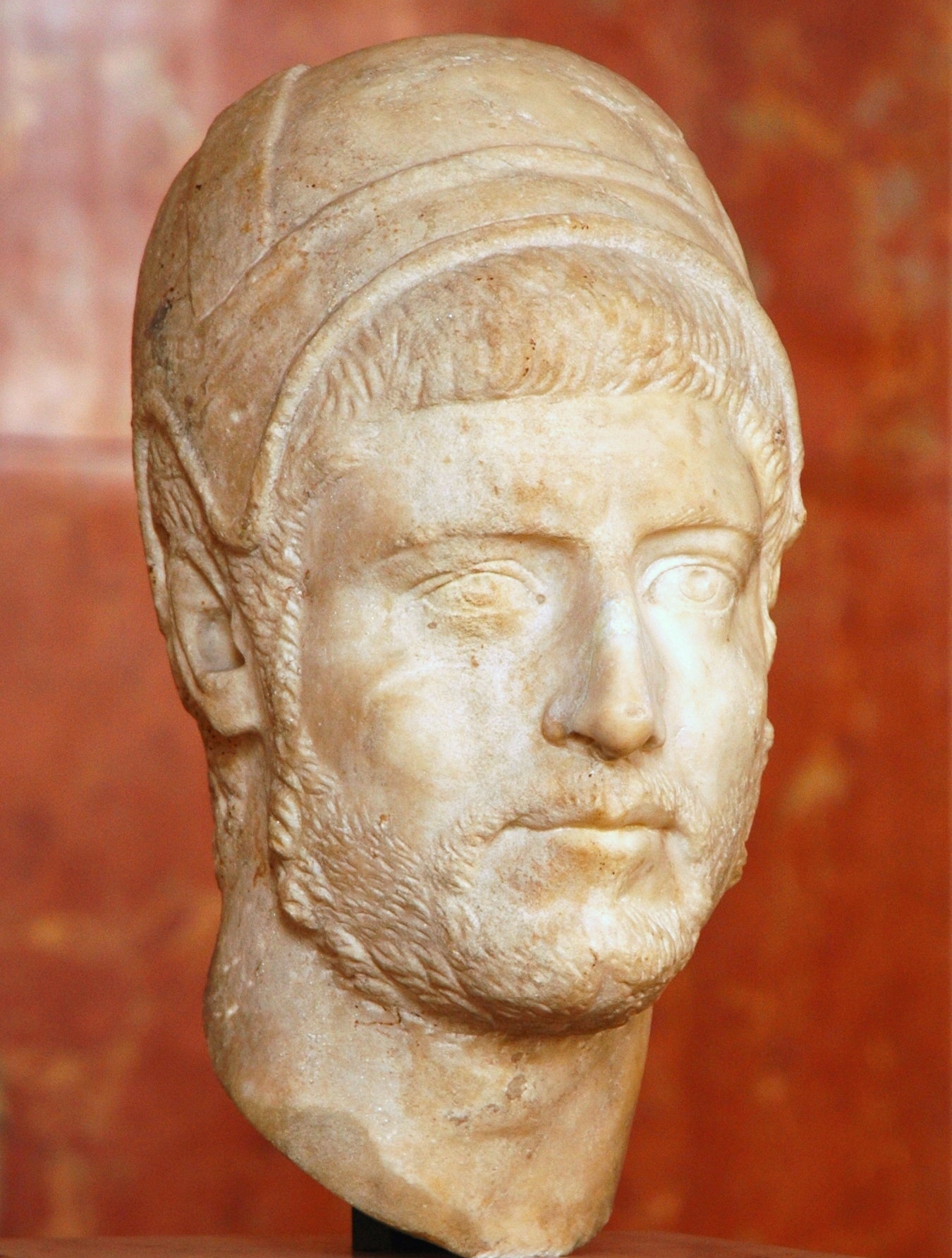
Busto di un flamine

Il flamine marziale (latino Flamen Martialis) era il sacerdote dell'antica Roma preposto al culto di Marte.
Il flamine marziale non era regolato da quei divieti rigidi che invece vincolavano la vita del flamine diale né era obbligato, come il diale, a partecipare ad alcuna cerimonia, anche se da una testimonianza di Cassio Dione si può ragionevolmente supporre che il flamine Marziale partecipasse al rito dell'Equus october, una corsa di bighe che si teneva alle Idi di ottobre nel Campo Marzio. 
Cassio Dione, infatti, racconta di un'esecuzione ordinata da Giulio Cesare dei due capi di un ammutinamento. Tale esecuzione, dice Dione, fu eseguita dai pontefici e dal "sacerdote di Marte" (cioè il flamine Marziale) sul modello di una cerimonia religiosa, in Campo Marzio, e le loro teste furono appese vicino alla Regia. Entrambi i particolari (soprattutto l'ultimo) sono identici a quelli dell'Equus october, nel quale è la testa del cavallo vincitore della corsa ad essere appesa vicino alla Regia, e ciò appunto ha fatto pensare a Georges Dumézil che il flamine Marziale dovesse officiare i riti dell'Equus october.
Nel 242 a.C. il flamine Marziale Aulo Postumio Albino fu nominato console e avrebbe voluto partire per l'Africa per svolgere le operazioni di guerra, ma il pontefice massimo Lucio Cecilio Metello gli impedì di partire per non dover trascurare i suoi impegni religiosi.
Alfred Ernout pensò che il flamine Marziale avesse anche l'ufficio di pronunciare la formula dei Meditrinalia, probabilmente equivocando un passo di Varrone nel quale in realtà dice solo che il flamine marziale Flacco è la fonte della formula.